# Psychotria cyathicalyx
Psychotria cyathicalyx är en måreväxtart som beskrevs av Ernest Marie Antoine Petit. Psychotria cyathicalyx ingår i släktet Psychotria och familjen måreväxter. Inga underarter finns listade i Catalogue of Life.